# Arnsberg (regiune)
Arnsberg este una dintre cele cinci regiuni administrative de tip Regierungsbezirk ale landului Renania de Nord - Westfalia, Germania, situat în sud-estul landului. Are capitala în orașul Arnsberg, care ține de districtul rural Hochsauerlandkreis.
| Districte rurale (Kreis) 1. Ennepe-Ruhr 2. Hochsauerland 3. Märkischer Kreis 4. Olpe 5. Siegen-Wittgenstein 6. Soest 7. Unna | Orașe district urban kreisfreie Stadt 1. Bochum 2. Dortmund 3. Hagen 4. Hamm 5. Herne |